# Adolf Stenhammar
Adolf Stenhammar, född 28 november 1727 i Ekebyborna församling, Östergötlands län, död 9 augusti 1798 i Västra Eds församling, Östergötlands län, var en svensk präst.

## Biografi
Adolf Stenhammar föddes 1727. Han var son till kyrkoherden Nils Stenhammar i Ekebyborna församling. Stenhammar blev 1746 student vid Uppsala universitet och avlade magistern där 1752. Han prästvigdes 1755 och blev huspredikant hos riksrådet Hamilton på Bleckhem. År 1761 blev han komminister i Katarina församling, men tillträdde aldrig tjänsten. Stenhammar blev 1762 kyrkoherde i Västra Eds församling och 1782 prost. Han var vice kontraktsprost i Norra Tjust kontrakt och var riksdagsman 1789 och 1792. År 1793 blev han ledamot av Nordstjärneorden och deputerade vid jubelfesten i Uppsala samma år. Stenhammar avled 1798 i Västra Eds församling.
Stenhammar var känd som en flitig och skicklig lanthushållare. Han var även förespråkare för ätandet av hästkött.

### Familj
Stenhammar gifte sig första gången 1763 med Anna Sophia Mozelius. Hon var dotter till kyrkoherden i Dunkers församling. De fick tillsammans barnen rådhusnotarien Nicolaus Stenhammar i Stockholm, kyrkoherden Matthias Stenhammar i Risinge församling, en son och en dotter.
Stenhammar gifte sig andra gången 1772 med Fredrika de Brenner. Hon var dotter till en lagmannen Carl de Brenner och Hedvig Eleonora König i Dalarna. De fick tillsammans barnen lektorn Johan Stenhammar, kyrkoherden Christian Stenhammar i Häradshammars församling, Margaretha Elisabeth Stenhammar som gifte sig med kyrkoherden Henning Hallström i Lofta församling och en son.